# Ácido 6-aminonaftaleno-1-sulfônico
Ácido 6-aminonaftaleno-1-sulfônico é o composto químico orgânico de fórmula C10H9NO3S, massa molecular 223,25. É um dos ácidos de letras, sendo chamado de "ácido de Dahl". 
É o isômero de posição do "ácido de Broenner", o ácido 6-aminonaftaleno-2-sulfônico. É classificado com o número CAS 81-05-0, EINECS 201-318-4, Mol File 81-05-0.mol e número MDL MFCD00035724.

## Aplicações
É usado como um intermediário para a síntese de corantes e pigmentos.
Entre os corantes que é intermediário, encontram-se amarelo mordente 32, vermelho ácido 9, amarelo ácido 185  e castanho direto 18.